# Lomanella
Lomanella – rodzaj kosarzy z podrzędu Laniatores i rodziny Triaenonychidae. Gatunkiem typowym jest L. raniceps

## Występowanie
Przedstawiciele rodzaju zamieszkują Australię oraz Tasmanię.

## Systematyka
Opisano 19 gatunków należących do tego rodzaju:
- Lomanella atrolutea Roewer, 1915
- Lomanella alata G. S. Hunt & J. L. Hickman, 1993
- Lomanella ambulatorio G. S. Hunt & J. L. Hickman, 1993
- Lomanella balooki G. S. Hunt & J. L. Hickman, 1993
- Lomanella blacki G. S. Hunt & J. L. Hickman, 1993
- Lomanella browni G. S. Hunt & J. L. Hickman, 1993
- Lomanella exigua Hickman, 1958
- Lomanella inermis (Roewer, 1931)
- Lomanella insolentia G. S. Hunt & J. L. Hickman, 1993
- Lomanella kallista Forster, 1949
- Lomanella parva Forster, 1955
- Lomanella peltonychium G. S. Hunt & J. L. Hickman, 1993
- Lomanella promontorium G. S. Hunt & J. L. Hickman, 1993
- Lomanella quasiparva G. S. Hunt & J. L. Hickman, 1993
- Lomanella raniceps Pocock, 1903
- Lomanella revelata G. S. Hunt & J. L. Hickman, 1993
- Lomanella thereseae G. S. Hunt & J. L. Hickman, 1993
- Lomanella troglodytes G. S. Hunt & J. L. Hickman, 1993
- Lomanella troglophilia G. S. Hunt & J. L. Hickman, 1993